# László Keglovich
László Keglovich (Sopron, 4 febbraio 1940) è un ex calciatore ungherese, di ruolo difensore.

## Carriera

### Club
Ha sempre giocato nel campionato ungherese.

### Nazionale
Ha vinto l'oro olimpico nel 1968.